# いつか (GLAYの曲)
『いつか』は、日本のロックバンド、GLAYのDVDシングルである。2003年3月5日にリリースされた。

## 概要
1999年の「サバイバル」以来2枚目となるビデオシングルである。TBS系テレビドラマ『刑事☆イチロー』主題歌。久々のロック・ナンバーである。
C/Wコンピレーション・アルバム『rare collectives vol.2』収録楽曲であり、DVDシングルとしてリカットされた。
本作品より、4年在籍したポニーキャニオンを離れ、東芝EMIに移籍した。
尚、当シングルのジャケットは東京都港湾局専用線 の貨物線（廃止線）の「晴海橋梁」豊洲方で撮影された。

## 発売後
2021年4月にテレビ東京で放送された番組『内村のツボる動画』第13弾にて、「放課後ハートビートによるGLAYのミュージック・ビデオ再現企画」というコーナーで、TERU本人協力の下、このMVの再現をした。

## 収録映像
作詞・作曲：TAKURO　編曲：GLAY/佐久間正英
1. いつか
2. CLIP MAKING OF "いつか"
3. いつか (TAKURO Ver.)
4. いつか (HISASHI Ver.)
5. いつか (JIRO Ver.)
6. いつか (TERU Ver.)
7. GLAY rare collectives vol.1&2 アルバム紹介

## 収録アルバム
- rare collectives vol.2
- THE GREAT VACATION VOL.1 〜SUPER BEST OF GLAY〜